# 1230
[[Категорија: 1230
.| ]]
Година 1230 (MCCXXX) била је проста година која је почела у уторак.

## Догађаји
- Википедија:Непознат датум — По повратку Фридриха II папинске трупе напуштају околину Напуља и папа Гргур IX склопио је мир у Сен Жермену, повлачећи екскомуникацију цара и захтев за раздвајањем круне Италије и Немачке.
- Википедија:Непознат датум — У Шпанији након смрти Алфонса IX Краљевство Леон је дефинитивно уједињено с Кастиљским Краљевством под Фердинандом III Светим.
- Википедија:Непознат датум — У Чешкој након смрти Отокара I наследио га је син Венцеслав III.
- Википедија:Непознат датум — Епирски деспот и владар Солуна Теодор Анђел растурио је савез с бугарским царем Арсеном II против некејског владара Јована Ватака и кренуо је у рат против Бугара. Бугари су га тешко поразили и заробили на реци Марици. Брат и наследник Манојло Анђел сачувао је власт само у Солуну, Тесалији и Епиру.
- Википедија:Непознат датум — У западној Африци уједињењем племена језичке групе Манде настје Краљевство Мали којем је на челу краљ Сундиата из династије Кеита.
- Википедија:Непознат датум — На острву Суматри настала је нова држава под краљем Цандрабану која се одцепила од старог Краљевства Сирвијаја.
- Википедија:Непознат датум — У Вијетнаму је династија Тран донела строге законе.